# Аквей, Сака
Сака Аквей (англ. Saka Acquaye; 2 ноября 1923, Аккра, Золотой Берег — 27 февраля 2007) — ганский композитор, драматург, скульптор и дизайнер текстиля. Один из зачинателей современной ганской музыки.

## Биография
Учился в школе при методистской миссии, Аккрской королевской школе, затем, получив стипендию, в Колледже и Школе Принца Уэльского в Аккре. Обучаясь в колледже, активно занимался спортом, стал чемпионом по бегу с барьерами, со временем был капитаном Национальной спортивной команды, которая представляла Золотой Берег на международных соревнованиях в 1950 году. Был чемпионом Золотого Берега по бегу с барьерами.
Хорошо играл на саксофоне, флейте и губной гармонике.
После окончании колледжа в начале 1950-х годов в течение нескольких лет преподавал в колледже Святого Августина в Кейп-Косте.
Желая продолжить учёбу в США, но не имея на это средств, занялся дизайном текстильных изделий, основал музыкальный коллектив «Black Beats Band». Собрав нужную сумму денег, в 1953 году отправился в Америку, где получил образование в Пенсильванской академии изящных искусств.
Будучи в США, основал Африканский ансамбль и, как его лидер, записал альбом под лейблом ELEKTRA. Группа состояла из американских музыкантов.
Вернувшись после окончания учёбы, поселился в Гане. В 1960 в создал полупрофессиональную театральную труппу «Дамас хор». В 1961 году поставил музыкально-танцевальную драму «Обадзенг», посвящённую борьбе с невежеством и религиозными предрассудками (в том же 1961 г. была показана на гастролях в СССР). В других постановках («Пропавшие рыбки», 1963; «Бо монг», 1964) выступал автором музыки и текста.
Через несколько лет, вновь отправился в США с целью обучения в Калифорнийском университете в Лос-Анджелесе. Здесь среди его друзей была Майя Энджелоу.
Вернувшись на родину, в течение девяти лет руководил группой Wulomei, с которой несколько раз гастролировал по Европе и США, выступал в Центре искусств Аккры.
Представителем многих музыкальных стилей, включая традиционный ганский народный и городской танец, евангельскую духовную музыку и др.
Выставлял свои скульптурные работы на родине, в Нигерии, в Королевской академии в Лондоне, США и Японии.
Обладатель нескольких премий и отличий, в том числе:
- The Stivinson Award — 1954
- Honorable Mention Portnoff Award — 1955
- Lila Agness Kennedy Hill award — 1955
- Stewardson Honorable Mention — 1955
- Steward Award — 1956
- Cresson European Traveling Scholarship — 1956
- Eisenhower Leadership — 1956
- Ware Leadership — 1958

Умер от тяжелой болезни.